# Auguste Blache
Ne doit pas être confondu avec Frédéric-Auguste Blache.
Pour les articles homonymes, voir Blache.
Auguste Blache, né à Marcols-les-Eaux le 27 octobre 1877 où il est mort le 26 mars 1967, est un décorateur et sculpteur français.

## Biographie
Auguste Blache expose en 1929 au Salon des indépendants une vitrine contenant des objets en bronze.